# Cosmophorus madagascariensis
Cosmophorus madagascariensis är en stekelart som beskrevs av Quicke, Areekul och Le Courtois 2005. Cosmophorus madagascariensis ingår i släktet Cosmophorus och familjen bracksteklar. Inga underarter finns listade i Catalogue of Life.